# Helicia serrata
Helicia serrata är en tvåhjärtbladig växtart som först beskrevs av Robert Brown, och fick sitt nu gällande namn av Carl Ludwig von Blume. Helicia serrata ingår i släktet Helicia och familjen Proteaceae. Utöver nominatformen finns också underarten H. s. oreophila.